# ATEETA
ATEETA（アティータ）は、ハーフクォーターのシンガーソングライター。日本では、ソロアルバムリリースの他、演劇集団キャラメルボックスのサウンドトラックにも多々楽曲を提供している。

## 概要
ソロアルバム、サウンドトラック楽曲ともに保刈久明がエレクトリック・ギター&アコースティック・ギターで参加しており、ソロアルバム『Lat.55.N.』収録のコクトー・ツインズのカバー曲『Pur』では編曲も保刈が担当している。演劇集団キャラメルボックスのサウンドトラック収録『pencase』では、新居昭乃がボーカルで参加。

## 日本での主な発表曲
- 『pencase』（作詞：princess♡miki、作曲・編曲：ATEETA）
ヴォーカル：ATEETA/新居昭乃、ギター：保刈久明
キャラメルボックス『Courage of the Wind』（主演 高部あい）提供曲
- 『Calm』（作詞・作曲・編曲：ATEETA）
ギター：保刈久明
キャラメルボックス『雨と夢のあとに』（主演 福田麻由子）提供曲
- 『Pur』（作詞・作曲：Elizabeth Fraser/Robin Guthrie/Simon Raymonde、編曲：保刈久明）
ボーカル：ATEETA
アルバム『Lat.55.N.』収録曲
- 『Life in a Northern Town』（作詞・作曲：Alexander Gabriel/Nick Laird、編曲：ATEETA）
ボーカル：ATEETA
アルバム『Lat.55.N.』収録

など

## ライブ活動歴
- 2008年1月 - 『ATEETA Live in Japan ～since Lat.55.N～』
- 2009年6月 - 『ATEETA Live in Taiwan ～aogeba toutoshi～』